# Gymnonyx grandidieri
Gymnonyx grandidieri är en kackerlacksart som beskrevs av Henri Saussure och Leo Zehntner 1895. Gymnonyx grandidieri ingår i släktet Gymnonyx och familjen jättekackerlackor.
Artens utbredningsområde är Madagaskar. Inga underarter finns listade i Catalogue of Life.